# Copelatus madoni
Copelatus madoni är en skalbaggsart som beskrevs av Guignot 1952. Copelatus madoni ingår i släktet Copelatus och familjen dykare. Inga underarter finns listade i Catalogue of Life.